# Senegal i olympiska sommarspelen 1980
Senegal deltog i de olympiska sommarspelen 1980 med en trupp bestående av 32 deltagare, 30 män och två kvinnor, vilka deltog i 22 tävlingar i fyra sporter. Ingen av landets deltagare erövrade någon medalj.

## Basket
- Laguppställning[1]:

Bassirou Badji
Yaya Cissokho
Omar Dia
Mamadou Diop
Moustafa Diop
Mathieu Faye
Moussa M'Bengue
Adama Ndiaye
Mandiaye Ndiaye
Modou Sady Diagne
Yamar Samb
Modou Tall
- Gruppspel:[2]

| Lag         | S | V | O | F | GM  | IM  | MS  | P |
| ----------- | - | - | - | - | --- | --- | --- | - |
| Jugoslavien | 3 | 3 | 0 | 0 | 328 | 249 | +79 | 6 |
| Spanien     | 3 | 2 | 0 | 1 | 289 | 241 | +48 | 4 |
| Polen       | 3 | 1 | 0 | 2 | 256 | 297 | −41 | 2 |
| Senegal     | 3 | 0 | 0 | 3 | 196 | 282 | −86 | 0 |

## Brottning
Herrarnas fristil
| Idrottare     | Gren    | Omgång 1                                   | Omgång 2                                  | Omgång 3                                     | Omgång 4                                | Omgång 5             | Sista omgången       |
| Idrottare     | Gren    | Motståndare Resultat                       | Motståndare Resultat                      | Motståndare Resultat                         | Motståndare Resultat                    | Motståndare Resultat | Motståndare Resultat |
| ------------- | ------- | ------------------------------------------ | ----------------------------------------- | -------------------------------------------- | --------------------------------------- | -------------------- | -------------------- |
| Amadou Diop   | 90 kg   | Aleksander Cichoń (POL) Förlust genom fall | Ibrahim Shudzandin (AFG) 7-4              | Christophe Andanson (FRA) Förlust genom fall | Gick inte vidare                        | Gick inte vidare     | Gick inte vidare     |
| Ambroise Sarr | 100 kg  | Bourcard Bineli (CMR) Vinst genom fall     | Antal Bodó (HUN) Förlust genom passivitet | Slavcho Chervenkov (BUL) Förlust genom fall  | Gick inte vidare                        | Gick inte vidare     | Gick inte vidare     |
| Mamadou Sakho | +100 kg | Odnoin Bakhyt (MGL) 10-1                   | Roland Gehrke (GDR) Förlust genom fall    | Arturo Díaz (CUB) Vinst genom skada          | Soslan Andijev (URS) Förlust genom fall | Gick inte vidare     | Gick inte vidare     |

## Friidrott
Herrarnas 100 meter
- Momar N'Dao
  - Heat — 10,73 (→ gick inte vidare)

- Boubacar Diallo
  - Heat — 10,75 (→ gick inte vidare)

Herrarnas 200 meter
- Cheikh Touradé Diouf
  - Heat — 21,98 (→ gick inte vidare)

Herrarnas 110 meter häck
- Abdoulaye Sarr
  - Heat — 14,57 (→ gick inte vidare)

Herrarnas höjdhopp
- Moussa Sagna Fall
  - Kval — 2,10 m (→ gick inte vidare)

Herrarnas längdhopp
- Doudou N'Diaye
  - Kval — 7,66 m (→ gick inte vidare)

Herrarnas tresteg
- Abdoulaye Diallo
  - Kval — 15,68 m (→ gick inte vidare)

Damernas 100 meter
- Françoise Damado
  - Heat — 12,16 (→ gick inte vidare)

- Marième Boyé
  - Heat — 12,42 (→ gick inte vidare)